# Derbi (motocicletas)
Derbi (acrónimo de DERivado de BIcicleta) fue la marca comercial de Nacional Motor S. A. y un fabricante español de motocicletas desde 1949, actualmente integrado en el grupo italiano Piaggio.

## Historia
Los orígenes de esta marca se remontan a 1922, cuando Simeón Rabasa i Singla se dedicaba a la reparación de bicicletas, junto a su hermano Josep Rabasa Singla. Tras la guerra civil, la producción sigue aumentando. Se establecen los primeros contactos con algunas de las fábricas de bicicletas más importantes del país, que cristalizan en la producción de chasis para ciclomotores y pequeñas motocicletas.
En 1944 Simeón, junto a su hermano Josep, crea la marca Bicicletas Rabasa. No fue hasta el año 1949 cuando Derbi se decidió a comenzar su andadura por el mundo del ciclomotor, creando la que sería su primera moto. Era el velomotor Derbi SRS, siglas que corresponden al creador de la marca. Esta moto tenía un motor de 48 cc y 1,5 cv. El éxito de la SRS (iniciales de Simeón Rabasa i Singla) es indiscutible y a comienzos de 1950 BICICLETAS RABASA se convierte en NACIONAL MOTOR S.A., que presenta en la Feria de Muestras de Barcelona un nuevo modelo: una motocicleta de 250 cc y 9 cv., inspirada en la Jawa 250, pero con un buen número de aportaciones propias, fue llamada DERBI, contracción de la expresión DERivado de BIcicleta y se fabricaría durante algo más de 10 años.
La fábrica se encontraba en Martorellas (Barcelona). Derbi contó con pilotos como Ángel Nieto, Jorge Martínez «Aspar», Pol Espargaró y Marc Márquez. La última moto Derbi salió de esa fábrica en abril de 2013, Piaggio trasladó la producción a Venecia.
Se destaca entre sus modelos la Derbi Senda R, que con tan solo 49 cc desarrollaba la suma de 8'5CV. La compleja arquitectura de esta máquina de competición le dotaba de un centro de gravedad y simetría al chasis, pudiéndose realizar arriesgadas maniobras y filigranas a gran altura.

### Los años 50: crecimiento

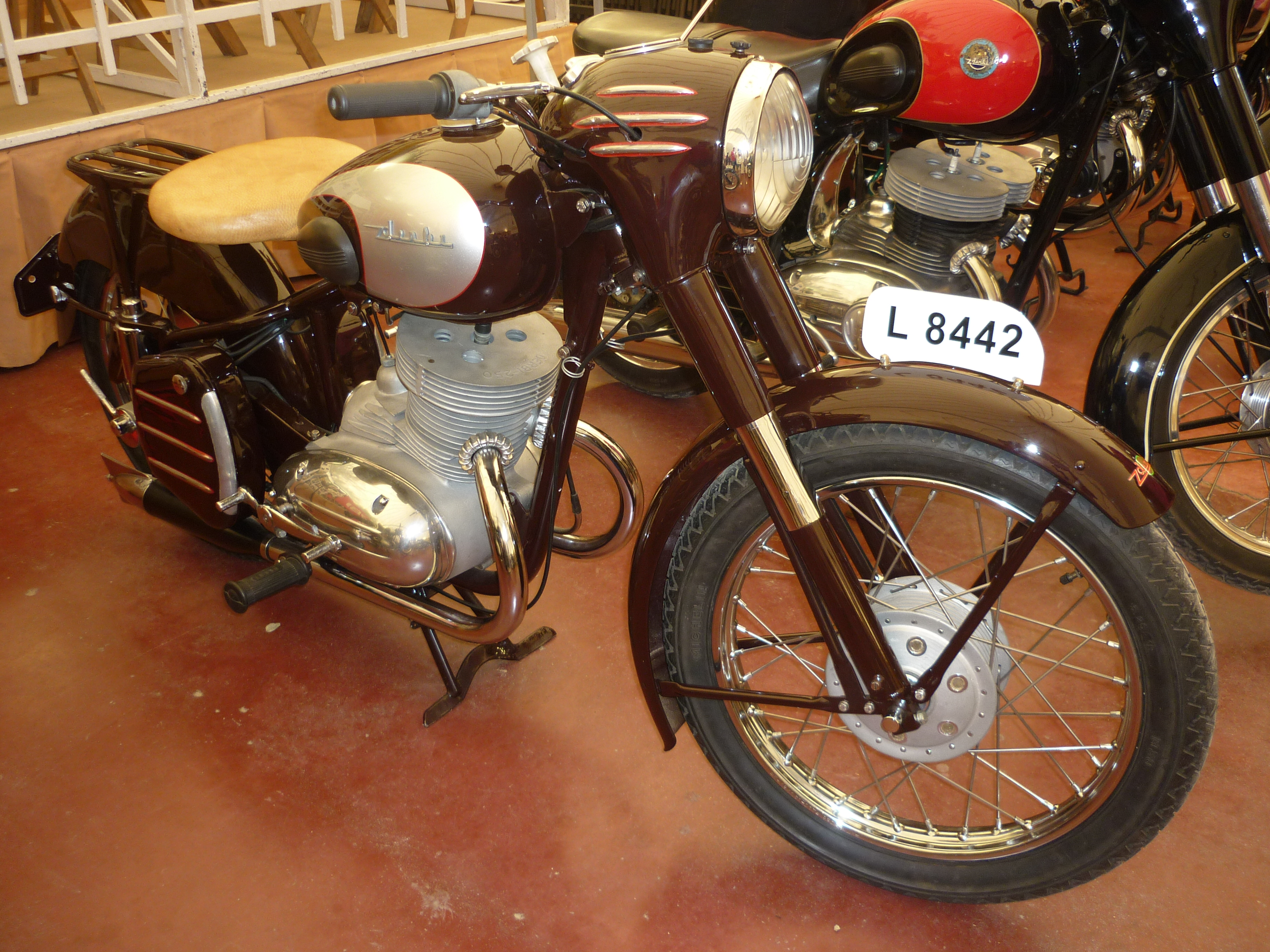
Derbi 250, presentada en 1950

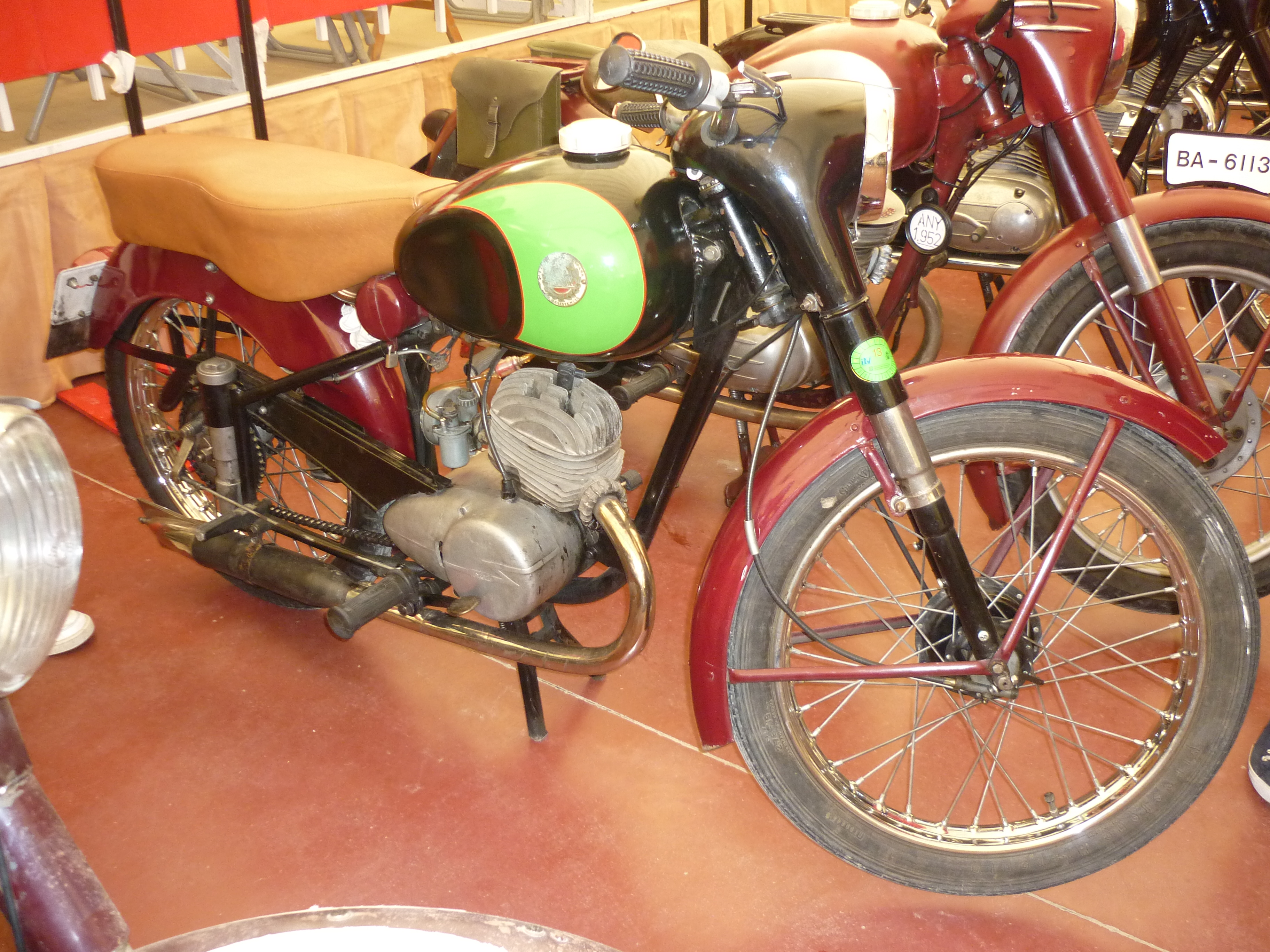
Derbi 95 cc de 1953

Los años 50 serían cruciales para Derbi, pues de producir 150 unidades con 30 trabajadores en 1951 se va a pasar a producir 4500 con 300 trabajadores en 1958. Aparte del SRS y 250, los modelos más importantes de este periodo fueron:
- La 95 cc bicilíndrica de dos tiempos de 1953.
- La  98 cc de dos tiempos de 1953.
- La 125 Super de 1955.
- La 350 bicilíndrica de 1957, que alcanzaba 120 km/h con 16 CV
- El Girocarro o Transca, un vehículo con tracción y conducción móvil, delantera o trasera en función de las necesidades del usuario.

Tampoco faltaron las embarcaciones, con la Canoa D-6, equipada con un motor de 6 cilindros en V.

### Los años 1960 y 70

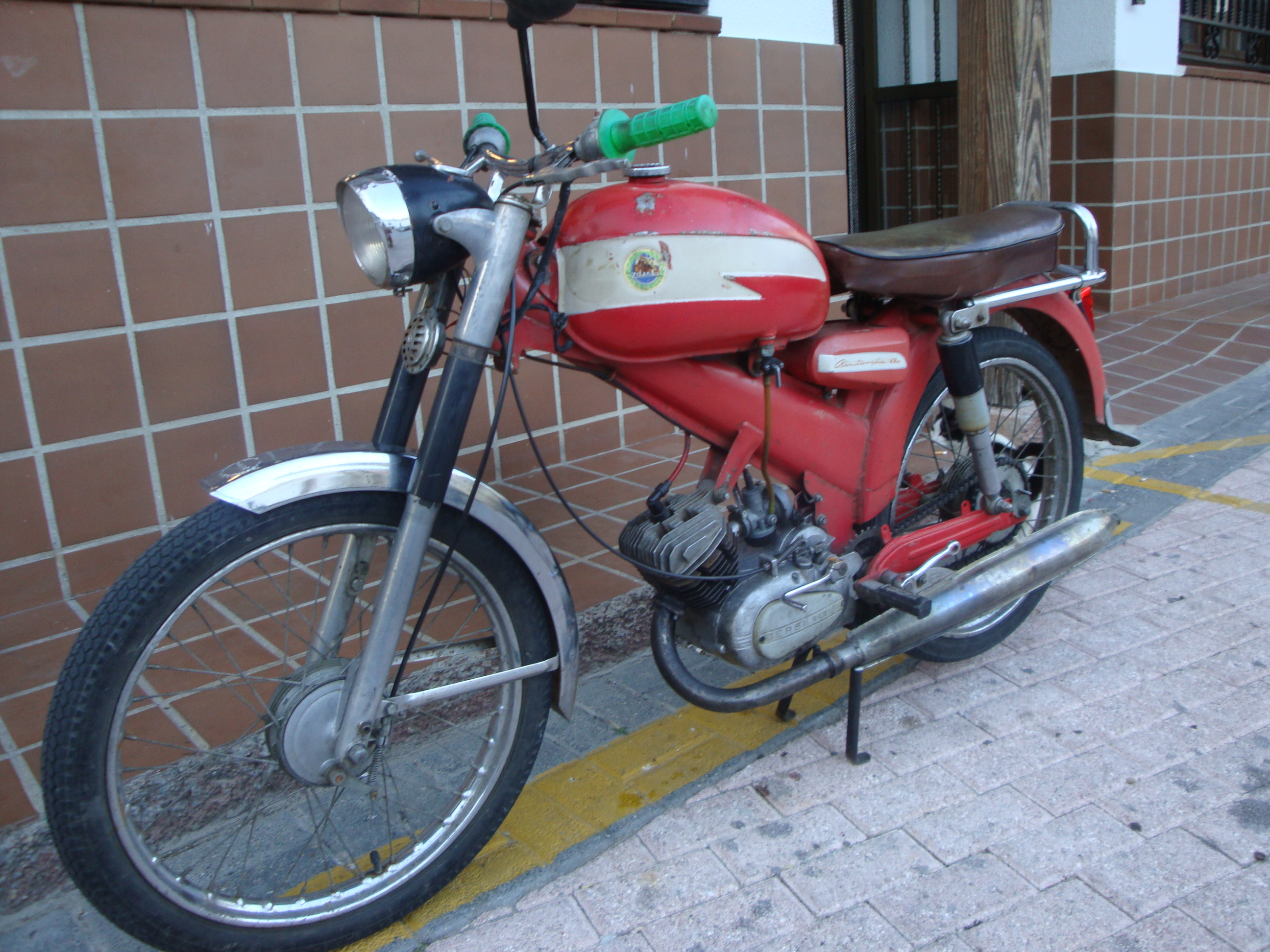
Derbi Antorcha 49 cc. años 1960

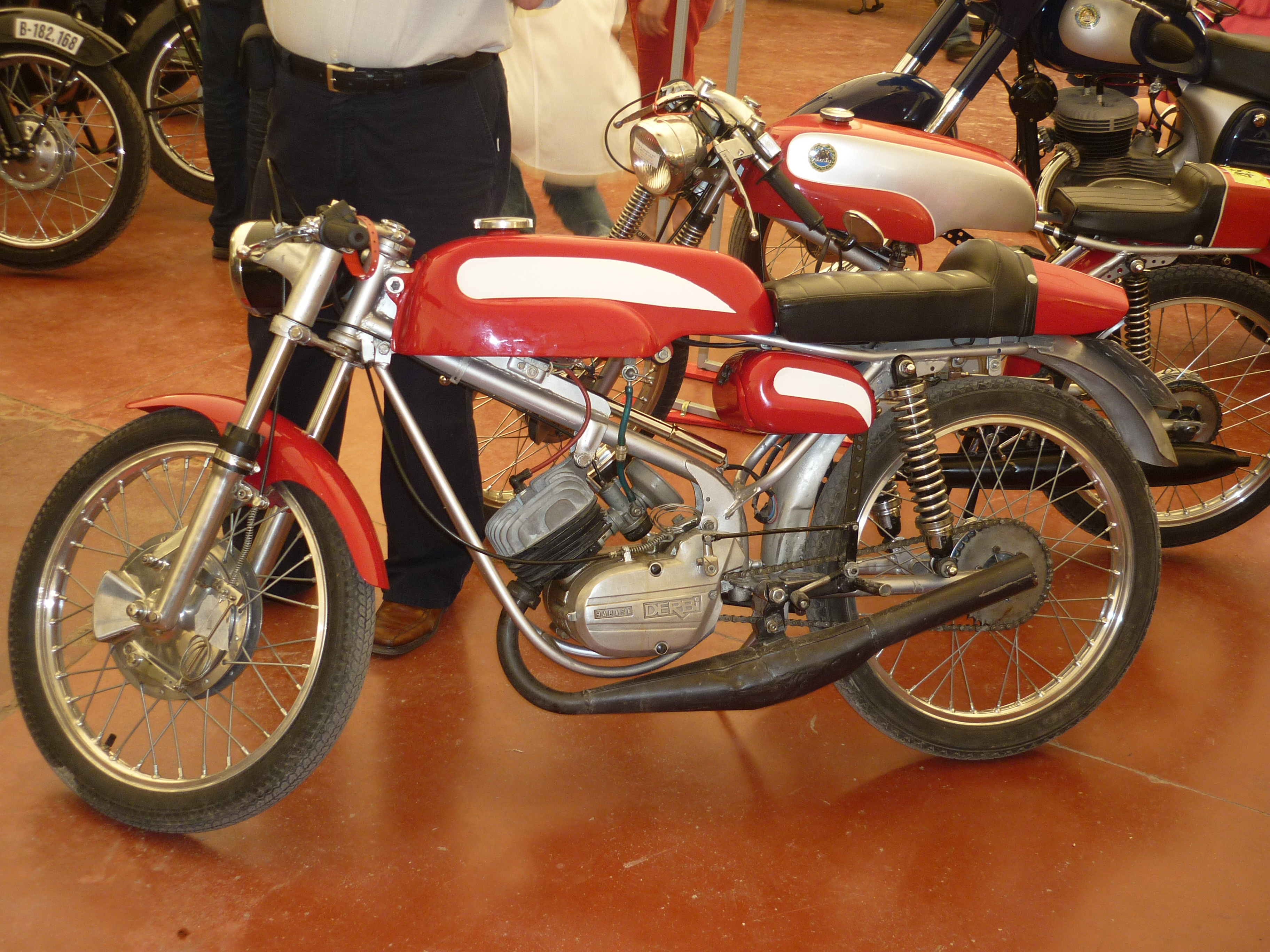
Derbi 74 Sport

En 1961, tras el lanzamiento del Seat 600 la venta de motocicletas de alta cilindrada cae en picado, por lo que Derbi se centra en modelos con motores de 49-75 cc. Una de las primeras creaciones en este sentido van a ser las 49 Sport y Gran Sport, ciclomotores de 48,7 cc, con 1,5 CV a 5000 rpm, 3 velocidades, frenos de tambor, pedales y caja de cambios hidráulica.
Esta motocicleta rápida, después de algunas modificaciones, va a ser renombrada en 1965 como Antorcha la tricampeona del mundo y se venderían medio millón de unidades, tan solo en Europa. En España aquel modelo tuvo gran aceptación y fue popularmente conocida como Derbi Paleta', Derbi Albañil y " derbi currela ".
También en la década de los 60 aparecieron los modelos:
- 125 Super (1963)
- 49 Junior (1964)
- 74 SG (1964), deportiva capaz de sobrepasar los 100 km/h y cuya producción duraría hasta el final de la siguiente década
- 125 4V (1966), con 7 CV a 5500 rpm
- Trial Pirineos 74 (1966) de 7 CV
- Derbimatic (1969), pequeño ciclomotor ciudadano con transmisión automática y aspecto de moto de turismo
- Scootmatic (1969), un pequeño ciclomotor para conducir sin necesidad de licencia.

En los años 1970 Derbi se va a aventurar en el campo del enduro con la Coyote de 49 y 75 cc, la Correcaminos y la Cross 50, presentadas después en versiones 74 y 74TT. La gama de enduro Derbi Diablo acabará con la C4 en 1978.

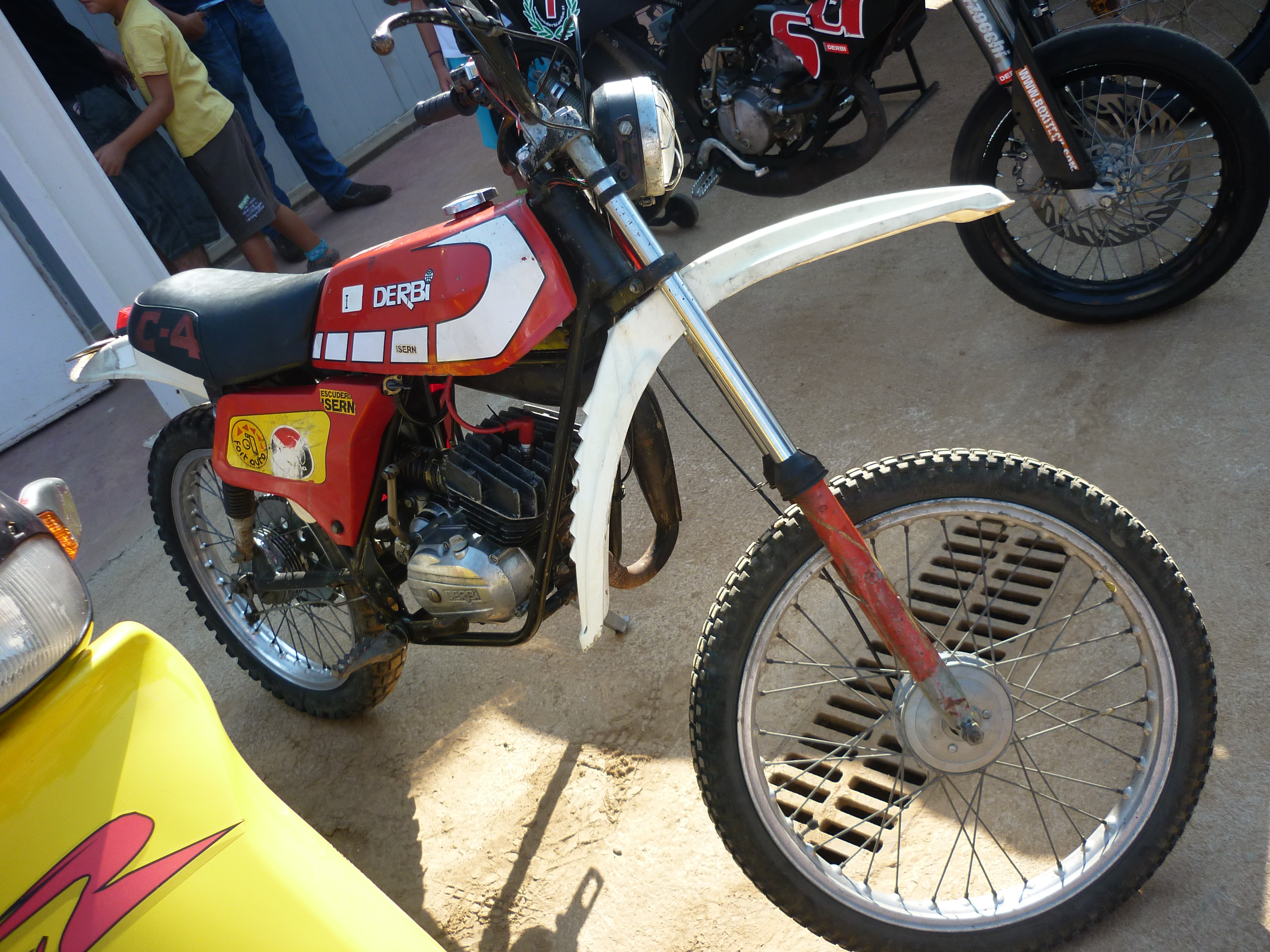
Derbi Diablo C-4

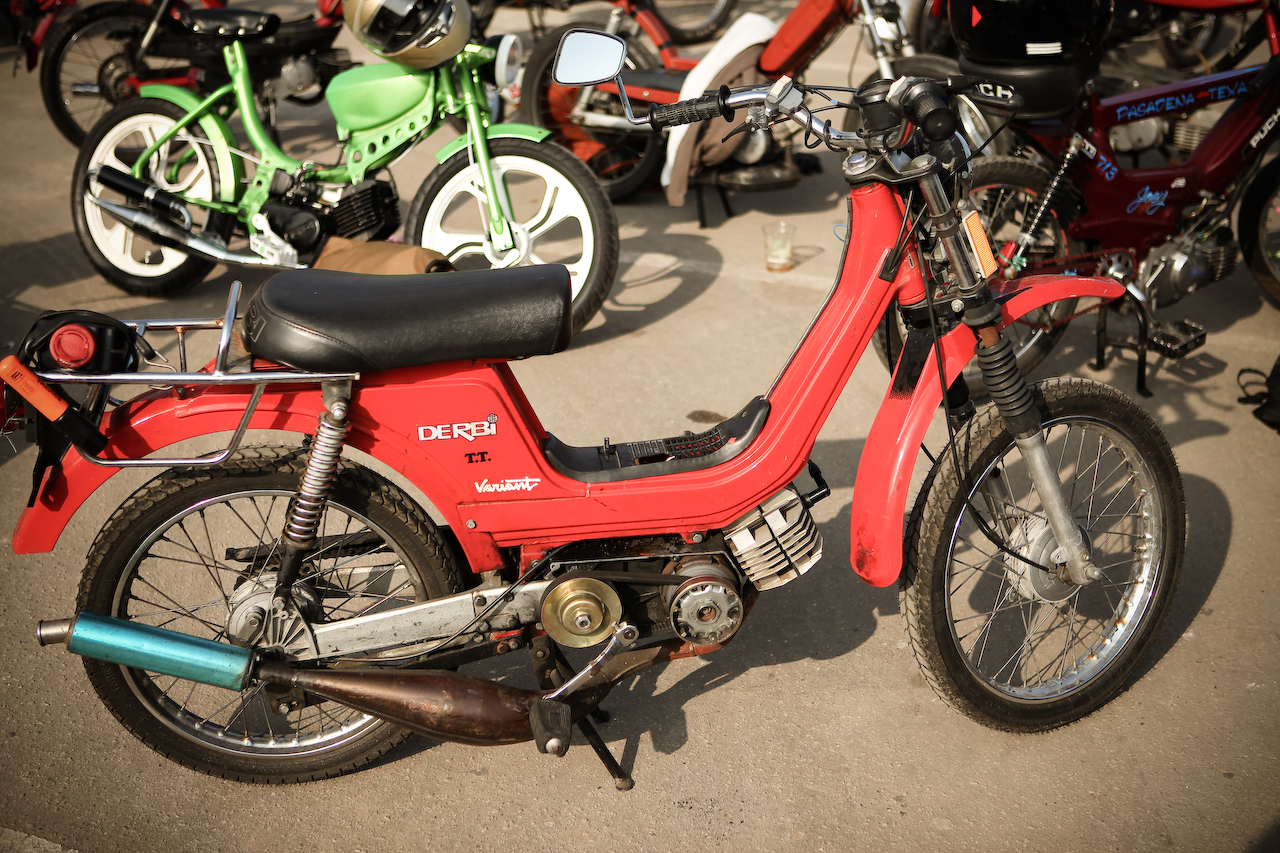
Derbi Variant

Mientras, por aquellos años se va priorizar el sector de carretera: en 1972 aparece la Carreras Cliente 50 cc, con 15,5 CV a 15 000 rpm, motor refrigerado por aire de 6 velocidades y una velocidad máxima de 165 km/h gracias a su ligereza. La alimentación era por carburador de 24 mm IRZ de válvula rotativa, pistón Mahle y encendido electrónico Motoplat. Este pequeño bólido para carreras de velocidad se vendía por 35 000 pesetas de la época.
En 1975 llegaba la deportiva económica 2002 GPX, una GT de 125-187,5 cc con 23-26 CV, 6 velocidades, bicilindrica y encendido electrónico. En 1976 va a aparecer la versión con freno de doble disco delantero, engrase separado, amortiguadores delanteros direccionales y posteriores de aceite/gas, con carenado frontal: la moto ofrecía 26 CV a 8000 rpm y 150 km/h. Incluso había la 125 4V refrigerada por agua.
En cuanto a los ciclomotores, en 1977 va a salir el Variant y el innovador Spacetronic, un dispositivo que permitía arrancarlo pulsando un botón rojo del cuadro de instrumentos, y que se ha convertido en el estándar para todos los scooters y casi para todas las motos.
Durante los últimos años de la década y primeros de la siguiente, y al contrario que otros fabricantes españoles como Bultaco, OSSA o Montesa, Derbi conseguirá sortear con éxito las dificultades macroeconómicas que acompañarán la transición española y la entrada de España en la Unión Europea.

### Los años 1980 y 90: muere el fundador

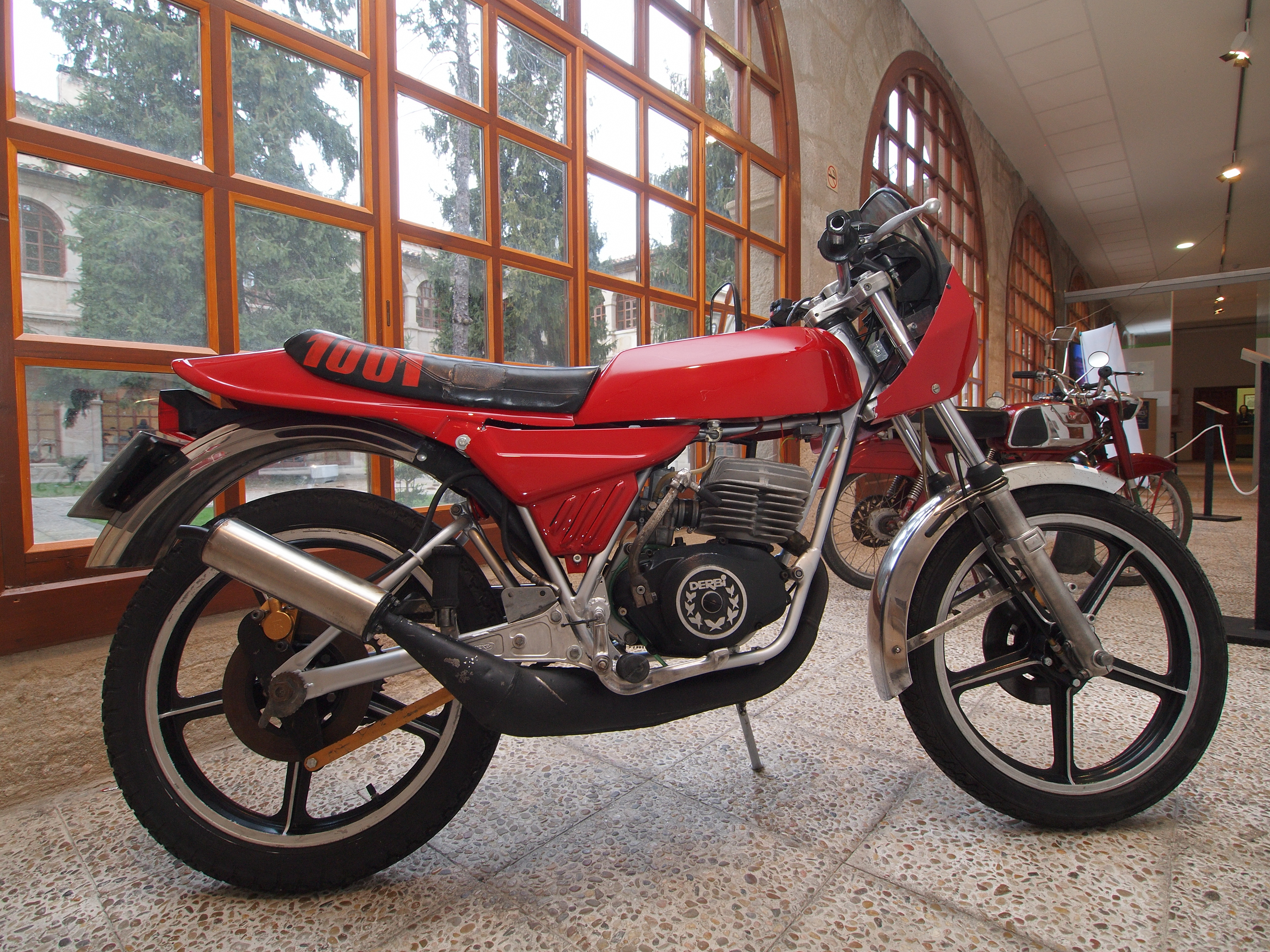
La deportiva 1001 de 74 cc

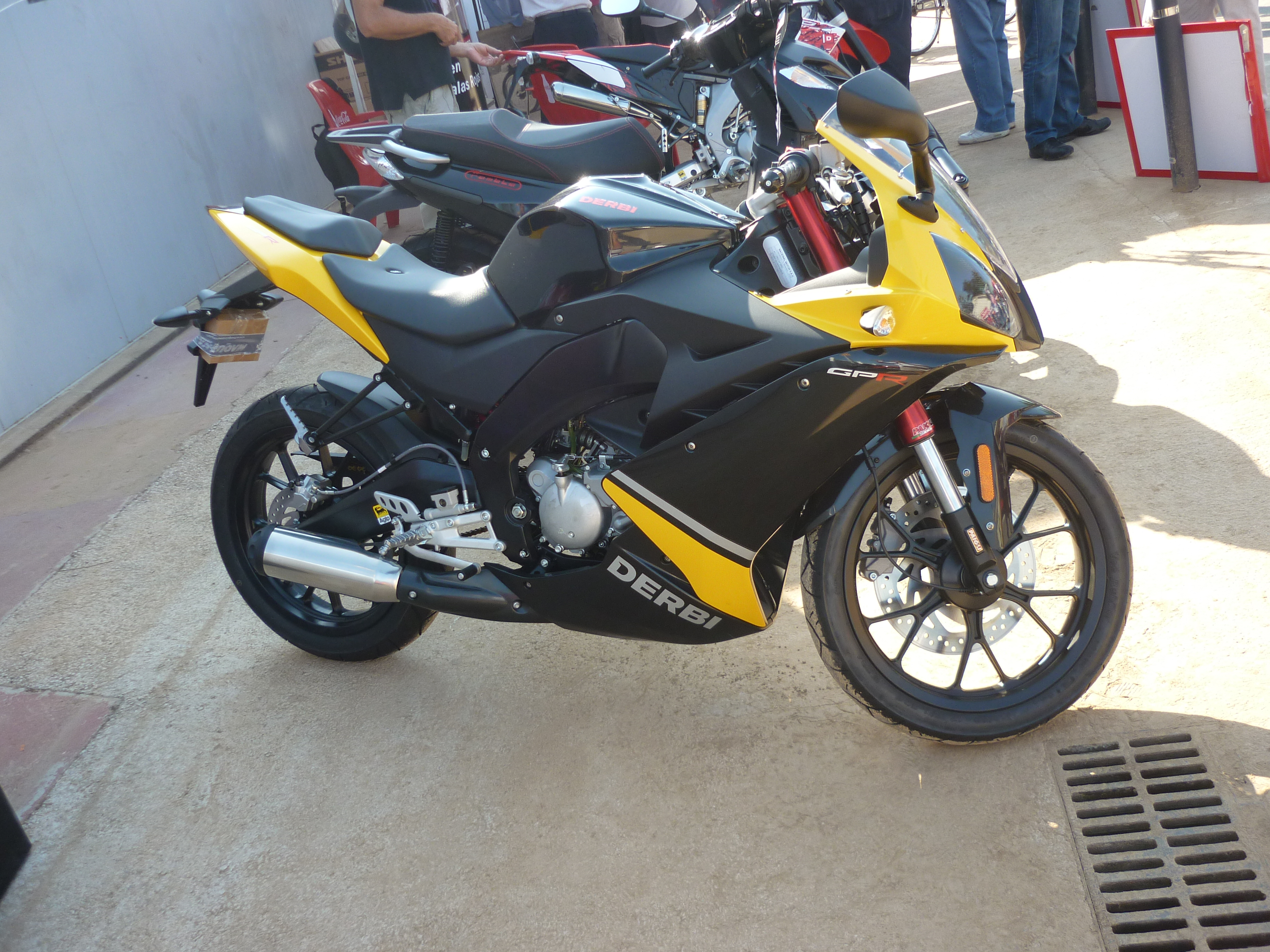
Derbi GPR

Los años 1980 comenzaron con la nueva Diablo 80 CXS y la Variant Caballero, que va a gozar de la excelente publicidad de haber dado la vuelta al mundo (18 835 km sobre dos ruedas) conducida por Marco Gardoqui en 76 días el año 1980. Esos años van a destacar la Derbi 75TT, la C-6, la Sport Coppa 80, la 125 Cross, la 1001-74 Sport Coppa y la SC50 con 2,5 CV a 8000 rpm. En 1981 van a llegar las dos nuevas enduro CX Jumbo y la TT8, así como la SC125, la TTS9, la T-250 6V, la SC 74 (que va a sustituir a la 1001), y la RC-250 6V de turismo.
En 1982 van a salir diversos scooters de 50-80 cc con 4, 5 o 6 velocidades. En conmemoración de los 60 años de la marca, aparece la Variant Start y la Jumbo Super-FD. La década se va a cerrar con la presentación de las GPR 75, con chasis de doble viga, refrigeración líquida, 6 velocidades, horquilla telehidraulica, 3 discos de freno. Esta moto sería la madre de la SPORT 75 en 1991.
Simeó Rabasa muere en 1988, un año después de llegar a un acuerdo por el que Derbi devenía importadora de Kawasaki para el mercado español. La empresa que había fundado hacía más de seis décadas seguiría siendo independiente hasta 2001, cuando fue comprada por el grupo italiano Piaggio.
En los años 1990, además de la GPR, verán la producción la Country RD y la Bi 3, una enduro y una trail. En cuanto a los scooters van a aparecer el clásico carenado Vamos y el Fenix, con estética de una moto de turismo. De cara a la renovación de la gama con vistas al nuevo milenio, se produjeron la Hunter y la Paddock en 1997, que se añadieron al scooter deportivo Predator, firmado por Giorgetto Giugiaro en 1998. La década se cerró con el Atlantis.

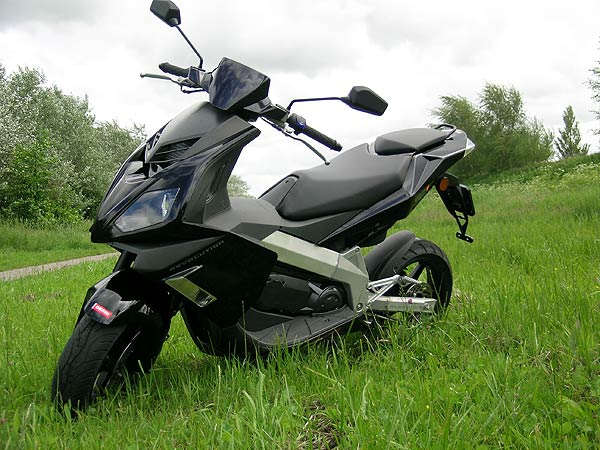
Derbi GP1

### Los años 2000: compra por Piaggio y cierre de Derbi
En 2001, el grupo italiano Piaggio compra el 100 % de Derbi.
Derbi encara el nuevo milenio con la crosser Derbi Senda, uno de los modelos más vendidos en Europa en su categoría, en versiones 50 y 125 cc dos tiempos. Esta moto fue la primera con horquilla USD (invertida) e incorporó interesantes soluciones técnicas para el chasis y la suspensión. En 2001 llegó el scooter GP1 y el ciclomotor GPR, un modelo deportivo de 50 cc derivado del mundo de las carreras.
2003 fue un año clave con la introducción de una nueva gama y dos motocicletas muy premiadas: la Senda Black Edition, serie limitada que se agotaría antes incluso de comenzar la producción, mientras que la nueva 50 Nude Look ganaría el premio de diseño MDA.
Al año siguiente (2004) la gama GPR se completaría con cuatro versiones, Nude (sin carenado, como indica el nombre) y Racing (carenada) disponibles en 50 cc y 125 cc con motor dos tiempos de origen Minarelli-Yamaha(siendo sustituida en 2009 por un nuevo modelo con motor de origen Piaggio y cuatro tiempos). En cuanto a los scooters, el GP1 se va a equipar con chasis de motocicleta, con motor central de 50 cc o lateral de 125 y 250 cc. Estos productos se distinguen por su línea joven y soluciones tecnológicas innovadoras y sofisticadas, tales como la pinza de freno radial del GPR.
La presentación en 2006 de la Mulhacén 659 ha llevado a la nueva Derbi propiedad de Piaggio al ámbito de la mediana-alta cilindrada, con una scrambler al más puro estilo de los años 1970, equipada con un motor Yamaha 600 cc. Otra creación reciente es el nuevo motor de 125 cc y cuatro tiempos, desarrollado íntegramente en España.
En 2011 la marca Piaggio anunció el cierre de la fábrica de Martorellas para trasladar toda la producción de Derbi a otras fábricas fuera de España (concretamente a Italia, donde posee varias fábricas).
En febrero de 2013, la empresa italiana anunció que presentaba un ERE para despedir a los 150 empleados de la fábrica de Martorellas al fracasar su venta a la suiza Giba.

El 22 de marzo de 2013, Derbi fabricó la última moto de la histórica fábrica de Martorelles, una Derbi Senda DRD de 50 cc con el bastidor firmado por todos los empleados.

## Producción

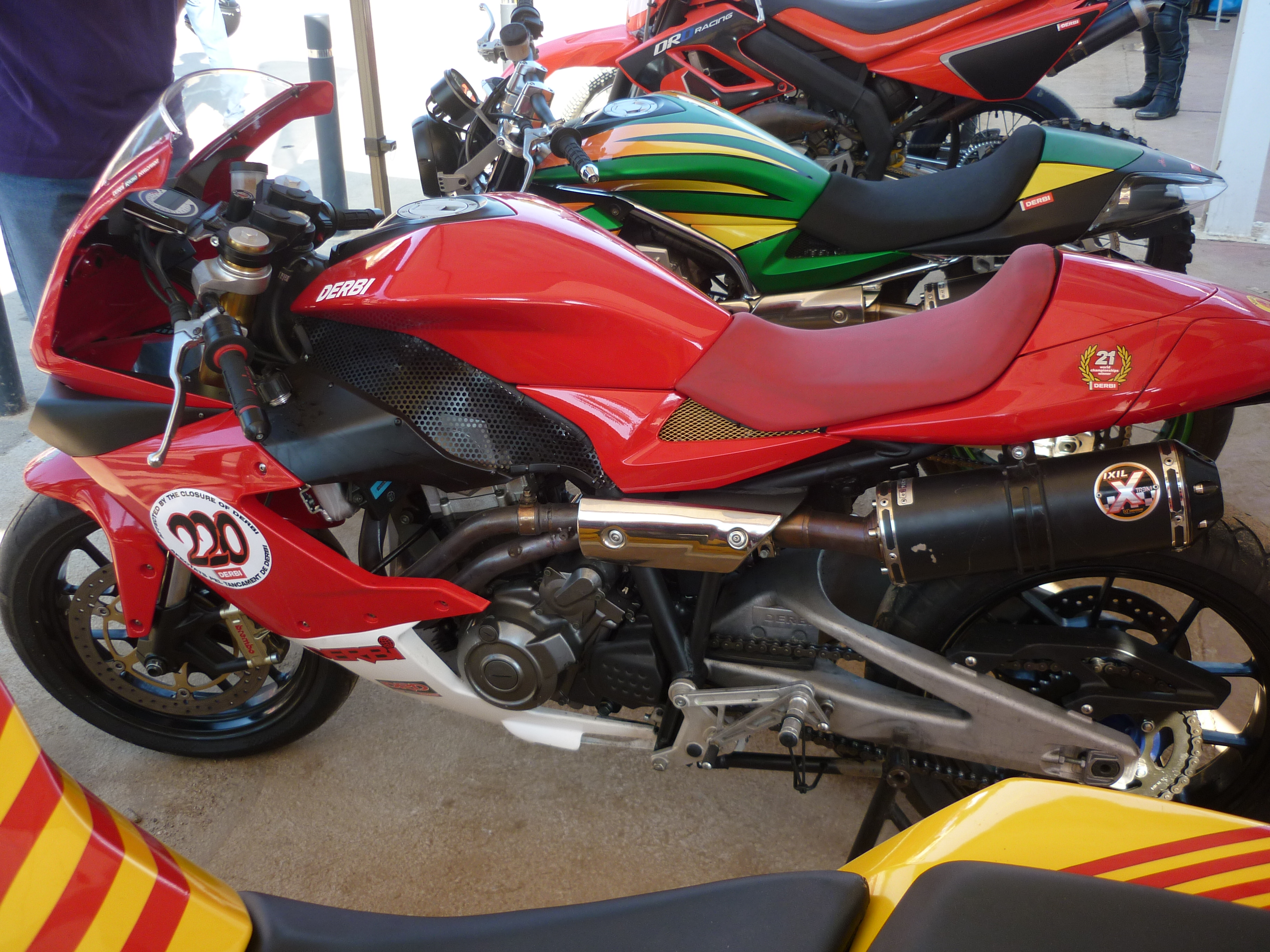
Derbi Mulhacén 659

### Tabla de modelos actuales
| Motocicleta    | Motocicleta ligera | Motocicleta ligera | Scooter                                                                          | Scooter |
|                | 50 cc | 125 cc | 50 cc                                                                            | A partir de 125 cc                                                                                           |
| - Mulhacén 659 | - GPR 50 Racing - GPR 50 Nude - Senda 50 SM/R X-Race - Senda 50 SM/R X-treme - Senda 50 SM/R DRD Racing - Senda 50 SM/R DRD Evo - Senda 50 SM/R DRD Pro - Fenix 50 H - Savanna FDS /FD 50 | - GPR 125 Racing - GPR 125 4T 4V - Mulhacén 125 - Senda R 125 Baja - Senda SM 125 Baja - Senda DRD SM 125 4T 4V - Senda DRD R 125 4T 4V - Terra 125 | - Vamos 50 - Atlantis City 50 - Atlantis Bullet 50 - GP1 50 Open - GP1 50 Racing | - Boulevard 125 - GP1 125 - GP1 125 Racing - GP1 250 - GP1 250 Racing - Rambla 125 - Rambla 250 - Rambla 300 |

## Competición
Hasta el año 2006, Derbi ha ganado 11 títulos de pilotos en el Campeonato del Mundo de Motociclismo (5 de ellos con el legendario piloto Ángel Nieto) y 8 de contructores, además de haber conseguido 85 victorias en grandes premios en el Campeonato mundial de motociclismo en las diferentes categorías. En el paddock se las conoce como las balas rojas.
Su primer mundial de pilotos y de marcas llegó en 1969 de la mano de Ángel Nieto en la categoría de 50 cc. Derbi y Nieto repiten victoria en 1970 y en 1971 en la categoría de 125 cc. En 1972 Derbi consigue su segundo mundial en 125 cc. En 1984 las balas rojas regresan al Mundial de velocidad con Ricardo Tormo y Jorge Martínez «Aspar» y en 1986 consiguen su primer campeonato de 80 cc con Aspar campeón y «Champi» Herreros subcampeón. En 1987 Aspar consigue su segundo campeonato del mundo en 80 cc con Derbi y además Derbi consigue el mundial de marcas. En 1988 se consigue el doblete, tercer campeonato del mundo en 80 cc y tercer campeonato del mundo de 125 cc, en 1989 Derbi repite título por cuarta vez consecutiva en 80 cc de la mano de Herreros. En 2008, 20 años después de su último título en 125 cc, Derbi se alza de nuevo con el título mundial con el piloto francés Mike Di Meglio.
El 18 de julio de 2010, Marc Márquez logró en el circuito de Sachsenring la victoria número 100 de Derbi en el campeonato del mundo de motociclismo.

### Palmarés

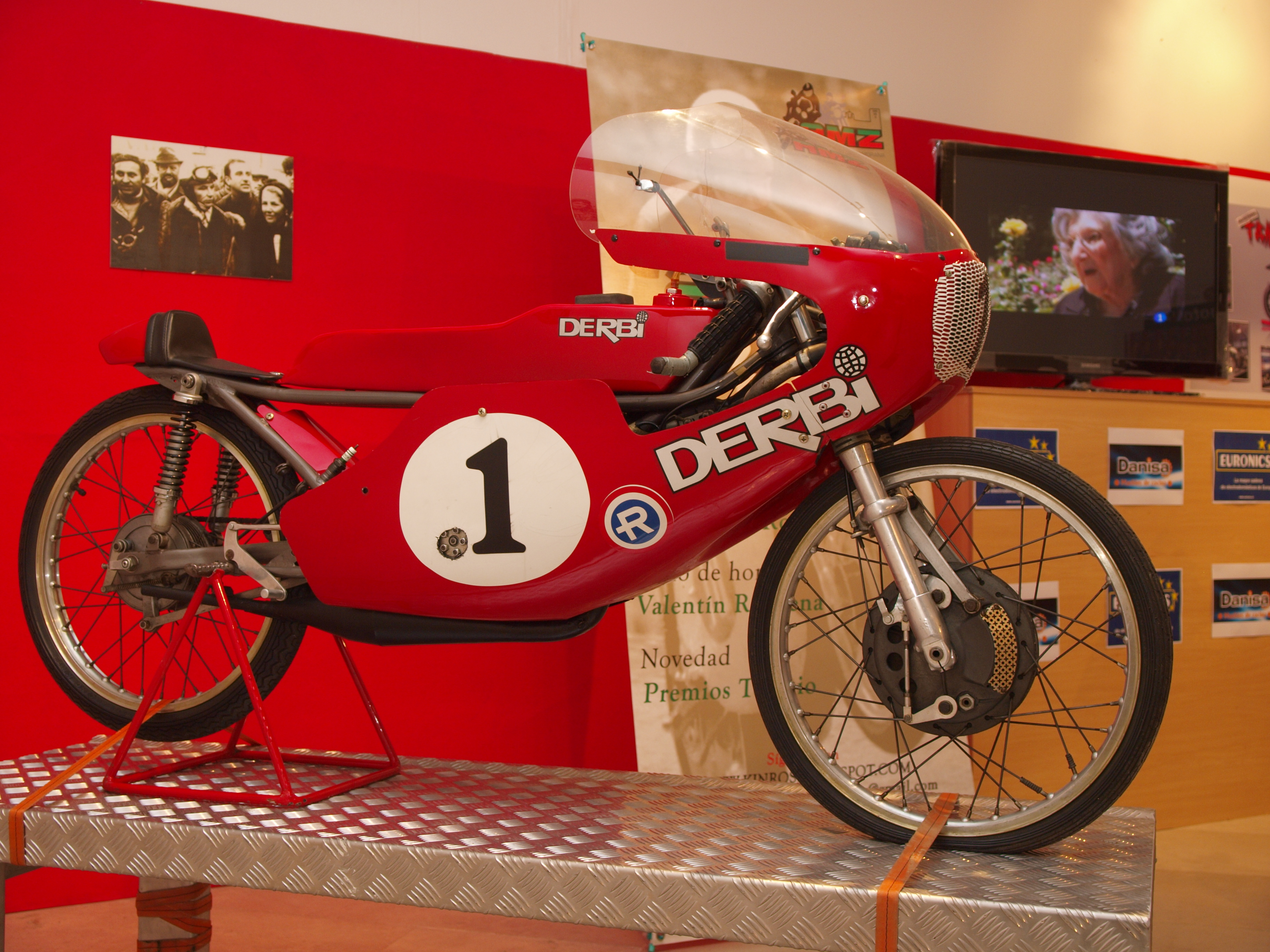
La Derbi 50cc campeona del mundo en los años 1969, 1970 y 1972

En total, Derbi ha ganado 9 títulos de constructores (2 en 50 cc, 3 en 80 cc y 4 en 125 cc) y 12 títulos de pilotos (3 en 50 cc, 4 en 80 cc y 5 en 125 cc).
- Títulos mundiales de 50 cc:

| Año  | Campeón     | País              |
| ---- | ----------- | ----------------- |
| 1969 | Ángel Nieto | Bandera de España |
| 1970 | Ángel Nieto | Bandera de España |
| 1972 | Ángel Nieto | Bandera de España |

- Títulos mundiales de 80 cc:

| Año  | Campeón                  | País              |
| ---- | ------------------------ | ----------------- |
| 1986 | Jorge Martínez «Aspar»   | Bandera de España |
| 1987 | Jorge Martínez «Aspar»   | Bandera de España |
| 1988 | Jorge Martínez «Aspar»   | Bandera de España |
| 1989 | Manuel Herreros «Champi» | Bandera de España |

- Títulos mundiales de 125 cc:

| Año  | Campeón                | País               |
| ---- | ---------------------- | ------------------ |
| 1971 | Ángel Nieto            | Bandera de España  |
| 1972 | Ángel Nieto            | Bandera de España  |
| 1988 | Jorge Martínez «Aspar» | Bandera de España  |
| 2008 | Mike Di Meglio         | Bandera de Francia |
| 2010 | Marc Márquez           | Bandera de España  |

## Curiosidades
En el año 1988 Derbi patrocina la participación de Francesc Bofarull Casas en el Dakar con una 49 cc modelo FDS, obteniendo así el récord en el Libro Guinness de los Récords de 1989, capítulo 10 (Proezas humanas), Travesía del Sáhara en ciclomotor de 49 cc.
En 2010, la Red Social "Tuenti" patrocinó al equipo español de motociclismo ("Derbi") en las competiciones de 125 cc.